# Alex Naumi
Alex Naumi (* 27. April 2001) ist ein finnischer Tischtennisspieler. Er ist Linkshänder, Angriffsspieler und verwendet als Griff die europäische Shakehand-Schlägerhaltung. Bisher (2020) nahm er an drei Europameisterschaften und drei Weltmeisterschaften teil.                                                                                               

## Turnierergebnisse
| Verband | Veranstaltung       | Jahr | Ort          | Land | Einzel     | Doppel        | Mixed      | Team |
| ------- | ------------------- | ---- | ------------ | ---- | ---------- | ------------- | ---------- | ---- |
| FIN     | Europameisterschaft | 2019 | Nantes       | FRA  |            |               |            | 23   |
| FIN     | Europameisterschaft | 2018 | Alicante     | ESP  | Qual.      | letzte 64     | letzte 64  |      |
| FIN     | Europameisterschaft | 2017 | Luxemburg    | LUX  |            |               |            | 26   |
| FIN     | Challenge Series    | 2020 | Gliwice      | POL  | letzte 32  | Viertelfinale |            |      |
| FIN     | Challenge Series    | 2020 | Lissabon     | POR  | letzte 32  | letzte 32     | letzte 16  |      |
| FIN     | Challenge Series    | 2019 | Władysławowo | POL  | Qual.      | letzte 16     |            |      |
| FIN     | Challenge Series    | 2018 | De Haan      | BEL  | letzte 128 | letzte 64     |            |      |
| FIN     | World Tour          | 2020 | Budapest     | HUN  | Qual.      | letzte 16     |            |      |
| FIN     | World Tour          | 2019 | Stockholm    | SWE  | Qual.      | letzte 16     | letzte 64  |      |
| FIN     | World Tour          | 2018 | Stockholm    | SWE  | Qual.      | letzte 16     |            |      |
| FIN     | Weltmeisterschaft   | 2019 | Budapest     | HUN  | Qual.      | letzte 16     | letzte 64  |      |
| FIN     | Weltmeisterschaft   | 2018 | Halmstad     | SWE  |            |               |            | 53   |
| FIN     | Weltmeisterschaft   | 2017 | Düsseldorf   | GER  | Qual.      | letzte 128    | letzte 128 |      |